# Richtlijn overstromingsrisico's
De EU Richtlijn Overstromingsrisico's (ROR) is een Europese richtlijn, die in 2007 in werking is getreden.
De richtlijn (hierna: ROR) heeft tot doel de overstromingsrisico's te reduceren om zo de negatieve gevolgen van overstromingen voor de gezondheid van de mens, het milieu, het cultureel erfgoed en de economische bedrijvigheid te beperken.

## Achtergrond
Met de ROR hebben de Europese lidstaten een belangrijk internationaal juridisch instrument in handen om doelen en maatregelen ter beperking van overstromingsrisico's af te stemmen met de stroomgebiedpartners in de (internationale) rivierstroomgebieden. Een belangrijk principe daarin is dat lidstaten geen maatregelen nemen die stroomopwaarts en/of stroomafwaarts de overstromingsrisico's doen toenemen (niet-afwentelen principe).
In 2009 is de ROR omgezet naar de Waterwet, het Waterbesluit en de regeling voor risicokaarten. Ook in de Deltawet is een verwijzing gemaakt naar de ROR.
In tegenstelling tot veel Europese richtlijnen heeft de ROR een erg 'open' karakter. Zo worden, anders dan in de Kader Richtlijn Water en de Emissierichtlijn, geen concrete doelen of maatregelen voorgeschreven. Wel zijn de lidstaten verplicht om overstromingsgevaar- en - risicokaarten te maken. Hierop staan de gevaren en gevolgen van overstromingen weergegeven. Daarnaast moeten overstromingsrisicobeheerplannen worden opgesteld waarin de lidstaten hun nationale doelen en maatregelen voor het reduceren van overstromingsrisico's opnemen. De overstromingsrisicobeheerplannen maken, net als de stroomgebiedbeheerplannen uit de KRW, onderdeel uit van het Nationaal Waterplan.
Voor de internationale stroomgebieden van de Rijn, Maas, Schelde en Eems worden internationale overstromingsrisicobeheerplannen opgesteld. Nederland voert het overleg hierover in de gelijknamige Internationale Riviercommissies van de voornoemde stroomgebieden.
De implementatie van de ROR integreert de verschillende doelen en maatregelen op het gebied van preventie, bescherming en paraatheid en wordt gezien als een stimulans voor de invulling van de 'meerlaagsveiligheid' uit het Nationaal Waterplan ( NWP). Ook zal worden bekeken of het mogelijk is om de plannen vanuit de Kader Richtlijn Water en die van de ROR in één plan onder te brengen.

## Mijlpalen in het Implementatieproces
Tussen 2010 en 2015 wordt gewerkt aan de 1e cyclus van de ROR. Belangrijke mijlpalen zijn:
- December 2013 - Overstromingsgevaar en - risicokaarten zijn gereed
- December 2015 - Overstromingsrisicobeheerplannen zijn gereed
- Januari 2016 - start 2e cyclus en mogelijk integratie van KRW en ROR[1]